# Wohn- und Wirtschaftsgebäude Arbste 7
Das Wohn- und Wirtschaftsgebäude Arbste 7 in Asendorf (Landkreis Diepholz) in der niedersächsischen Samtgemeinde Bruchhausen-Vilsen stammt vom Ende des 19. Jahrhunderts.
Seit 1995 wird es zum Wohnen und für Veranstaltungen genutzt.
Das Gebäude und das Backhaus stehen unter Denkmalschutz (siehe auch Liste der Baudenkmale in Asendorf (Landkreis Diepholz)).

## Geschichte und Beschreibung

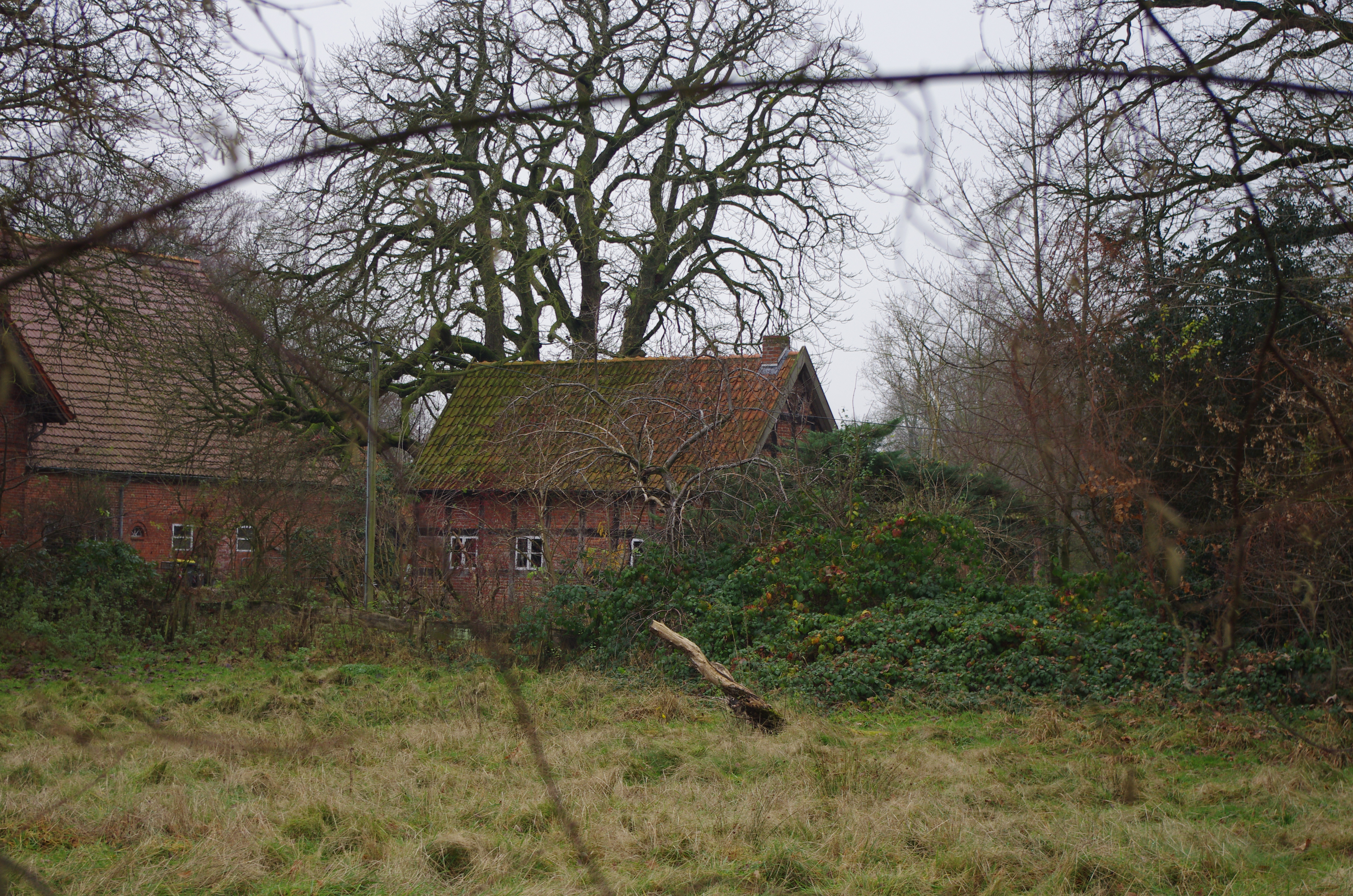
Backhaus

Der Hof mit einer Mischwirtschaft aus Ackerbau und Viehzucht bestand seit Jahrhunderten und wurde bis 1995 landwirtschaftlich betrieben und dann verkauft.
Die Hofanlage besteht aus:
- dem ein- und zweigeschossigen massiven verklinkerten Wohn- und Wirtschaftsgebäude von 1898 mit einem östlichen Mittelrisalit und einem langgestreckten westlichen Flügel, alle mit Satteldächern, Segmentbogenöffnungen und Mittelgesimsen in den Giebeln,
- dem eingeschossigen, ab 2002 sanierten Backhaus von um 1800 in Fachwerk mit Steinausfachungen und Satteldach; das Backhaus wird zu besonderen Anlässen betrieben
- und weiteren nicht denkmalgeschützten Nebengebäuden.

Dieses Hauptgebäude und das bauähnliche der Hofanlage Essener Straße 10 (Eichhof) stammen vom gleichen Architekten.
Nach 1995 wurden aus anfänglichen Hoffesten die Treffen von vielen Interessengruppen. Der dann 2001 gegründete Verein Land & Kunst mit verschiedenen Veranstaltungen wie u. a. Landsommer oder Offene Schreib-Stube sowie Theatertage hat hier seinen Sitz und fördert den Erhalt der Anlagen.